# Отрадное (Мелитопольский район)
Отрадное (укр. Відрадне) — село,
Проминевский сельский совет,
Мелитопольский район,
Запорожская область,
Украина.
Код КОАТУУ — 2323086205. Население по переписи 2001 года составляло 73 человека.

## Географическое положение
Село Отрадное находится на правом берегу реки Юшанлы,
выше по течению на расстоянии в 0,5 км расположено село Волошково,
ниже по течению примыкает село Украинское,
на противоположном берегу — село Широкий Лан.

## История
- 19 сентября 1943 года — советские войска освободили село от немецкой оккупации[2].